# 藤崎卓也
藤崎 卓也（ふじさき たくや、1963年10月9日 - ）は、日本の俳優、声優、ナレーター。宮崎県出身。劇団青年座を経て、大沢事務所に所属。

## 出演
太字はメインキャラクター。

### 演劇
- ブンナよ木からおりてこい（青年座）
- 亜也子（青年座）
- からゆきさん（青年座）
- パラダイスオブギンザ（青年座）
- 亜也子（青年座）
- 四谷怪談（青年座）
- 欲望と言う名の市電（蜷川幸雄カンパニー）
- テンペスト（蜷川幸雄カンパニー）
- 王女メディア（蜷川幸雄カンパニー）
- ピーターパン（ホリプロ）
- 筒井ワールド（ビッグフェイス）
- 小林秀雄先生来る（壱組印）
- 私は後悔する（壱組印）
- 種の起源（壱組印）
- やや黄色い熱をおびた旅人（壱組印）
- 劇、ということ（壱組印）
- 宮崎城物語
- フォレスト・ガンプ（G2カンパニー）
- 母乳とブランデー（トローチ）
- スウィング・アウト・ペアレンツ（トローチ）
- オールナイト☆なう（肯定座）
- シンクロナイズド・ウォーキング（青年座）
- くさかんむり ひとり芝居「彼の人生の場合」
- 梶山太郎氏の憂鬱と微笑（道学先生）
- Victory～OLたちの忠臣蔵!?（三ツ星キッチン）
- コルセット（劇団朋友）俳優座劇場
- 花火の陰（ハルベリー プロデュース）三越劇場
- 正太くんの青空（ハルベリープロデュース）
- 小林秀雄先生来る（PEACE Invader Ltd.旗揚げ公演）
- The History Boys（永井誠企画）
- 〜ひとり芝居〜彼女の人生の場合（PIL公演）
- LOVE（三ツ星キッチン）
- マーク・トウェインと不思議な少年（G2カンパニー）新国立劇場
- ハーヴェイ（永井誠企画）
- あねさきの風 〜学び直しで立ち直った不良たちと学校の物語〜（平成プロジェクト）[1]
- 兄妹どんぶり（劇団道学先生）[2]
- 地上最後の冗談（銀プロ）[3]
- 水星とレトログラード（劇団道学先生）[4]

### テレビドラマ
- 深夜にようこそ 第4回（1986年、TBS）- 営業マン
- 池中玄太80キロ スペシャル（1986年、NTV）- ジッパー
- 泣いてたまるか（1987年）
- おおわが友よ
- さわやか3組 - 鈴木正道
- 恋、した。 - 篠田哲也
- 法医学教室の事件ファイル 第1シリーズ（ANB）- 長塚勤 役
- ウルトラマンティガ（1996年、TBS）- 江ノ電運転手
- タブロイド（1998年、CX）
- すずらん（1999年、NHK）- 雑誌記者
- 相棒（ANB）
  - 相棒 Season 2（2003年）- 番組プロデューサー
  - 相棒 Season 3（2004年）- 山路
  - 相棒 Season 5（2005年）- クミ
- ドラゴン桜 （2005年、TBS）- 医師
- デパ地下物語
- ラストメール（2008年、BS A）
- ゴッドハンド輝 第5話（2009年5月9日、TBS） - 入院患者 役
- デカワンコ（2011年、NTV）
- 検事・霞夕子2（2011年）- 加藤医師
- 土曜プレミアム / 星新一ミステリーSP 七人の犯罪者（2014年、CX）- 警官

### 映画
- 浪人街 監督:黒木和雄（1990年）- さ吉
- スリ 監督:黒木和雄
- 美しい夏キリシマ 監督:黒木和雄（2003年）- 憲兵
- 渦中のひと
- 秋刀魚の日
- GO出産!
- LIP THINK
- ソレハソーレ（2006年・8ミリ作品）
- 盗賊ブギ 監督:草苅勲（2007年 山形国際ムービーフェスティバル 審査員特別賞）
- ブルーシートブルース 監督:草苅勲（2008年 山形国際ムービーフェスティバルスカラシップ作品）
- ひまわりと子犬の7日間 監督:平松恵美子（2013年）
- ファアスト 監督:古郡功
- Vtuber渚 監督:GAZEBO（2020年 山形国際ムービーフェスティバル準グランプリ受賞）
- SHELL&JOINT
- AIM 監督:GAZEBO（2021年 京都国際映画祭グランプリ授賞・山形国際ムービーフェスティバルグランプリ受賞）
- 特撮喜劇 大木勇造 人生最大の決戦 監督:石井良和
- 死体の人 監督:草苅勲（2023年）

### ライブ
キンタックと言うコンビ名で
- NHK新人演芸大賞（平成8年度）
- すっとこどっこい（大川興業）
- 吉祥寺ミュージック ヘアー
- ドリー&タニー
- にわか寄席 2016

### ゲーム
- スターオーシャン（1996年、ティニーク・アルカナ）
- スターオーシャン1 First Departure R（2019年、ティニーク・アルカナ）
- スターオーシャン:アナムネシス（2021年、ティニーク・アルカナ）

### CM
- 大鵬薬品・ソルマック
- ANA・旅割
- 江崎グリコ・ポッキー
- DCカード
- アサヒスーパービール酵母
- dTV

#### ナレーション
- ACC ナレーターゴールド賞受賞（2020年）
- foodpanda
- 宝くじ
- スズキ・ハスラー
- マテ茶
- スクラッチ
- ソニー損保
- マクドナルド
- JINRO
- キユーピー
- HONDA
- KFC
- ベネッセ・こどもチャレンジ
- カルピス
- ハウステンボス
- dTV